# او-بوت نوع او ۸۱
زیردریایی تیپ یو ۸۱ آلمان (به انگلیسی: German Type U 81 submarine) یک زیردریایی از کلاس یوبوت است که در جنگ جهانی اول ساخته شد و توسط نیروی دریایی امپراتوری آلمان اداره می‌شد.